# Léon Dolmans
Léon Dolmans (Uikhoven, 6 aprile 1945) è un ex calciatore belga, di ruolo difensore.

## Palmarès

### Club

#### Competizioni nazionali
- Campionato belga: 1

Standard Liegi: 1970-1971

#### Competizioni internazionali
- Coppa Piano Karl Rappan: 1

Standard Liegi: 1974